# 2008 CK70
2008 CK70 (також відомий як 2008 CK70 ) -  навколоземний астероїд Аполлона.  У 2013 році він був класифікований як сьома найвища загроза впливу за шкалою небезпеки технічного впливу в Палермо.  Відкритий 9 лютого 2008 року Лабораторією пошуку навколоземних астероїдів імені Лінкольна (LINEAR) на видимій величині 19 за допомогою метрового дзеркального телескопа.  Його діаметр становить 31 метр  і є недостатньо великим, щоб кваліфікуватися як потенційно небезпечний об'єкт. В січні 2008 року було опубліковано десять попередньо відкритих зображень астероїда. 21 грудня 2013 р.  вилучений із списку загрозливих об’єктів.
Він має дугу спостереження 35 днів з параметром невизначеності 6.  Збурення Землі та Венери з часом збільшать орбітальну невизначеність.  Коли астероїд мав дугу спостереження лише 5 днів, його віртуальні клони, які відповідають області невизначеності у відомій траєкторії, показували ймовірність зіткнення з Землею як 1 із 2700 (розрахунковою датою зіткнення було 14 лютого 2030 р) . Потужність вибуху внаслідок імовірного зіткнення з Землею була б десь між Челябінським метеором і Тунгуською подією, залежно від фактичного розміру астероїда. Використовуючи номінальну орбіту, JPL Horizons змогли визначити, що астероїд пройде на відстані 0,08 а. о. (12 000 000 км; 7 400 000 миля) від Землі 14 лютого 2030 р.  19 травня 2031 року астероїд може пройти на відстані близько 0,0088 а. о. (1 320 000 км; 820 000 миля) від Венери.